# K.K. Partizan 2019-2020
Questa pagina raccoglie le informazioni riguardanti il Košarkaški klub Partizan nelle competizioni ufficiali della stagione 2019-2020.

## Roster
| N° | Naz.                            | Ruolo | Sportivo              |  | Alt. |  |
| -- | ------------------------------- | ----- | --------------------- |  | ---- |  |
| 0  | Colombia (bandiera)             | G     | Braian Angola         |  | 198  |  |
| 2  | Stati Uniti (bandiera)          | P     | Corey Walden          |  | 188  |  |
| 3  | Serbia (bandiera)               | AP    | Rade Zagorac          |  | 206  |  |
| 5  | Stati Uniti (bandiera)          | P     | Marcus Paige          |  | 183  |  |
| 7  | Serbia (bandiera)               | G     | Aleksandar Aranitović |  | 195  |  |
| 7  | Bosnia ed Erzegovina (bandiera) | P     | Nemanja Gordić        |  | 192  |  |
| 8  | Serbia (bandiera)               | AP    | Đorđe Pažin           |  | 200  |  |
| 8  | Stati Uniti (bandiera)          | AG    | James Michael McAdoo  |  | 206  |  |
| 9  | Bielorussia (bandiera)          | C     | Arcëm Parachoŭski     |  | 209  |  |
| 9  | Serbia (bandiera)               | G     | Lazar Stefanović      |  | 195  |  |
| 10 | Serbia (bandiera)               | P     | Ognjen Jaramaz        |  | 193  |  |
| 12 | Serbia (bandiera)               | AG    | Novica Veličković     |  | 205  |  |
| 14 | Serbia (bandiera)               | AG    | Stefan Birčević       |  | 210  |  |
| 15 | Stati Uniti (bandiera)          | G     | Reggie Redding        |  | 193  |  |
| 20 | Serbia (bandiera)               | C     | Dušan Tanasković      |  | 208  |  |
| 21 | Serbia (bandiera)               | AG    | Nikola Janković       |  | 207  |  |
| 25 | Stati Uniti (bandiera)          | A     | Rashawn Thomas        |  | 203  |  |
| 31 | Lettonia (bandiera)             | AP    | Žanis Peiners         |  | 205  |  |
| 32 | Serbia (bandiera)               | G     | Uroš Trifunović       |  | 199  |  |
| 42 | Stati Uniti (bandiera)          | C     | William Mosley        |  | 203  |  |
|    | Italia (bandiera)               | All.  | Andrea Trinchieri     |  |      |  |